# Distretto di El Hamadna
Il distretto di El Hamadna è un distretto della Provincia di Relizane, in Algeria.

## Comuni
Il distretto comprende due comuni:
- El Hamadna
- Oued El Djemaa